# Эри (тауншип, Миннесота)
Эри (англ. Erie) — тауншип в округе Бекер, Миннесота, США. На 2000 год его население составило 1621 человек.

## География
По данным Бюро переписи населения США площадь тауншипа составляет 94,1 км², из которых 83,1 км² занимает суша, а 11,0 км² — вода (11,72 %).

## Демография
По данным переписи населения 2000 года здесь находились 1621 человек, 596 домохозяйств и 463 семьи.  Плотность населения —  19,5 чел./км².  На территории тауншипа расположено 823 постройки со средней плотностью 9,9 построек на один квадратный километр. Расовый состав населения: 95,37 % белых, 0,06 % афроамериканцев, 1,73 % коренных американцев, 0,12 % азиатов, 0,19 % — других рас США и 2,53 % приходится на две или более других рас. Испанцы или латиноамериканцы любой расы составляли 0,31 % от популяции тауншипа.
Из 596 домохозяйств в 36,6 % воспитывались дети до 18 лет, в 68,3 % проживали супружеские пары, в 5,5 % проживали незамужние женщины и в 22,3 % домохозяйств проживали несемейные люди. 18,1 % домохозяйств состояли из одного человека, при том 6,7 % из — одиноких пожилых людей старше 65 лет. Средний размер домохозяйства — 2,71, а семьи — 3,10 человека.
29,4 % населения — младше 18 лет, 6,4 % — в возрасте от 18 до 24 лет, 27,9 % — от 25 до 44, 25,5 % — от 45 до 64, и 10,9 % — старше 65 лет. Средний возраст — 38 лет. На каждые 100 женщин приходилось 104,2 мужчин.  На каждые 100 женщин старше 18 приходилось 104,3 мужчин.
Средний годовой доход домохозяйства составлял 43 024 доллара, а средний годовой доход семьи —  45 875 долларов. Средний доход мужчин —  31 742  доллара, в то время как у женщин — 19 167. Доход на душу населения составил 18 837 долларов. За чертой бедности находились 2,5 % семей и 4,2 % всего населения тауншипа, из которых 6,3 % младше 18 и 3,3 % старше 65 лет.